# 탐타
탐타(조지아어: თამთა, 그리스어: Τάμτα, 영어: Tamta, 1981년 1월 10일 ~ )는 그리스, 조지아의 가수이다. 2004년, 음악 경연 프로그램 《팝 아이돌》의 그리스 버전 방송 《슈퍼 아이돌 그리스》에 참가해 최종 2위 하면서 이름을 알리기 시작했다. 유로비전 송 콘테스트 2019 키프로스 대표 참가자이다.

## 음반 목록
- Tamta (2006)
- Agapise Me (2007)
- Tharros I Alitheia (2010)